# Grand Theft Auto: San Andreas
Grand Theft Auto: San Andreas (ook bekend onder de naam GTA: San Andreas of GTA: SA) is het vijfde computerspel in de Grand Theft Auto-serie. Het is ontwikkeld door Rockstar North (voorheen DMA Design) en uitgegeven door Rockstar Games, wat onderdeel is van Take Two Interactive. GTA: San Andreas kwam op 26 oktober 2004 uit voor PlayStation 2 en op 10 juni 2005 voor Microsoft Windows en Xbox. Op 12 december 2012 kwam het spel uit in de PlayStation Store. Het spel is inmiddels al meer dan 20 miljoen keer verkocht voor de Playstation 2 en daarmee een van de meest verkochte spellen aller tijden. In december 2013 verscheen het spel in de App store en op Google Play.

## Geschiedenis
GTA: San Andreas is het vijfde deel in de reeks van Grand Theft Auto-computerspellen en het derde deel van de Grand Theft Auto III-serie . Na Grand Theft Auto (1997), de uitbreidingspakketten Grand Theft Auto: London, 1969 (1999) en Grand Theft Auto: London, 1961 (1999) verscheen Grand Theft Auto 2 (1999). Daarna kwam DMA Design (nu Rockstar North) in 2001 met Grand Theft Auto III dat zich afspeelde in Liberty City (gebaseerd op New York) waarvan aan te nemen is dat het zich rond de tijd van uitgave afspeelt. In 2002 kwam Rockstar North met het volgende deel, Grand Theft Auto: Vice City dat zich afspeelde in Vice City (gebaseerd op Miami, Florida) in 1986.

## Locaties
De speelwereld van GTA: San Andreas is aanzienlijk groter dan zijn voorgangers: waar eerdere locaties nog een stad waren is San Andreas een complete staat.

Er zijn drie grote steden, geïnspireerd op bestaande steden aan de westkust van de VS, namelijk:
- Los Santos (Los Angeles)
- San Fierro (San Francisco)
- Las Venturas (Las Vegas)

### Geografie
San Andreas bestaat uit de bovengenoemde drie steden die gescheiden van elkaar worden door platteland (Flint County en Red County) met daarop diverse boerendorpjes (Angel Pine, Dillimore, Blueberry, Montgomery en Palomino Creek), woestijn (Bone County), riviera (Tierra Robada), een hooggebergtegebied (Whetstone) en diverse waterwegen (Los Santos Intel, San Andreas Sound, San Fierro Bay en Flint Water). Op het platteland tussen Los Santos en San Fierro ligt de berg Mount Chiliad, de hoogste berg in San Andreas. San Fierro kent net als het echte San Francisco veel hoogteverschillen. Los Santos en Las Venturas zijn voornamelijk vlak.

### Topografie

#### Los Santos
Veel van het werkelijke Los Angeles is als inspiratie gebruikt voor Los Santos. De ligging van vele herkenbare locaties in Los Angeles zijn behouden in het spel. Voorbeelden hiervan zijn het Observatorium, gebaseerd op het Griffith-observatorium en Vinewood, een parodie op Hollywood.
Los Santos kent vele locaties. Dit zijn de meest belangrijke in het spel:
- East Beach (Long Beach en het Los Angeles Memorial Coliseum)
- Playa Del Seville
- East Los Santos (East Los Angeles)
- Ganton (Stanton)
- Jefferson
- Idlewood (Inglewood)
- Glen Park (ziekenhuis)
- El Corona
- Los Santos International Airport (vliegveld) (Los Angeles International Airport)
- Mulholland Intersection (kruising van Harbor Freeway en Transit Freeway met Hollywood Freeway)
- Downtown Los Santos (Downtown Los Angeles)
- Pershing Square (politiebureau)
- Vinewood (Hollywood)
- Richman (Beverly Hills)
- Santa Maria Beach (Santa Monica Beach)

#### San Fierro
Net als voor Los Santos zijn er voor San Fierro veel elementen als inspiratie gebruikt uit het echte San Francisco. De makers van het spel hebben geprobeerd om de sfeer van jaren 90 San Francisco vast te leggen.
San Fierro kent de volgende belangrijke locaties:
- Easter Bay Airport (San Francisco International Airport)
- Doherty
- Easter Basin (Hunters Point)
- Ocean Flats (Sunset District)
- China Town (Chinatown tussen Tenderloin en Embarcadero)
- Esplanade East en Esplanade North (Embarcadero en North Beach)
- Battery Point (Battery Boutelle (1900))

#### Las Venturas
Las Venturas is de derde en laatste stad die toegankelijk wordt gedurende de verhaallijn van het spel. Deze stad is gebaseerd op Las Vegas. Net als in het echt staat deze stad in het teken van gokken en amusement. De wereldberoemde straat The Strip is ook te vinden in Grand Theft Auto: San Andreas.
De volgende locaties in Las Venturas spelen een grote rol in de verhaallijn of lijken op hun echte wederhelft:
- The Four Dragon's Casino (Four Seasons Hotel)
- Caligula's Palace (Caesars Palace)
- Come-A-Lot (Excalibur Hotel & Casino)
- The Camel's Toe (Luxor Hotel)
- The Pink Swan (Flamingo Las Vegas)
- Royale Casino (Casino Royale)
- Pirates In Men's Pants (Treasure Island)
- The Visage (The Mirage)
- The Starfish Casino (Bill's Gamblin' Hall & Saloon)

#### Overige belangrijke of bijzondere locaties
- In Bone County ligt een militaire basis die Area 69 heet, gebaseerd op Area 51. Dit gebied wordt aangeduid als Restricted Area en boven deze omgeving heerst een vliegverbod. Piloten die dit vliegverbod negeren worden bestookt met luchtafweerraketten.
- Ten noorden van Area 69 bevindt zich Verdant Meadows Aircraft Graveyard, een vliegtuigkerkhof waarop vele vliegtuigwrakken liggen verspreid.
- Midden in de woestijn van Bone County, nabij Las Venturas, bevindt zich Hunter Quarry, een grote steengroeve.
- In het noordoosten van Bone County ligt een spookdorp genaamd Castillo del Diablo.
- In Esplanade North bevindt zich Pier 69, dit is overduidelijk een parodie op Pier 39 in het noordoosten van San Francisco
- Nabij het dorpje Palomino Creek, in het oosten van Red County, bevindt zich de locatie Northstar Rock. Deze plaatsnaam lijkt op een woordspeling van de naam van de ontwikkelaar van het spel: Rockstar North.
- De Golden Gate Bridge van San Francisco is in GTA: San Andreas de Gant Bridge genoemd. De Hoover Dam is de Sherman Dam genoemd.

## Verhaal

### Setting
GTA: San Andreas speelt zich af in 1992 met Carl "CJ" Johnson als protagonist. Carl Johnson vertrok voorafgaand aan dit verhaal uit San Andreas naar Liberty City, nadat zijn jongere broer, Brian, in 1987 werd vermoord. Na 5 jaar in Liberty City te hebben gewoond keert hij terug naar San Andreas om het graf van zijn moeder, Beverly Johnson, te bezoeken. Beverly werd tijdens Carl's afwezigheid vermoord door de Ballas (een rivaliserende gang) in een drive-by. De Ballas zijn de aartsrivalen van zijn jeugdbende, de Grove Street Families. De status van de Grove Street Families staat in toenemende mate onder druk; ze verliezen hun territoria en gaan langzaam ten onder aan drugshandel en daaraan verwante onderlinge verdeeldheid. Aan de andere zijde neemt de macht van de Ballas toe.

### Los Santos
Nog voordat CJ zijn ouderlijk huis kan betrekken wordt hij staande gehouden door een aantal politieagenten. Deze agenten maken deel uit van C.R.A.S.H. (Community Resources Against Street Hoodlums) en zijn oude bekenden van Carl. Zij heten Frank Tenpenny, Eddie Pulaski en nieuwkomer Jimmy Hernandez. Deze agenten beschuldigen hem een zojuist gepleegde moord op agent Ralph Pendelbury, een moord die hij niet gepleegd kan hebben aangezien hij net uit het vliegtuig is gestapt. In werkelijkheid hebben zij Pendelbury vermoord, om te voorkomen dat hij hun corrupte praktijken aan het licht zou brengen. Op deze manier chanteren ze CJ, zodat hij later in de verhaallijn nog enkele klusjes voor hen kan opknappen.
Na het graf van zijn moeder te hebben bezocht, beginnen CJ, zijn broer Sweet en zijn vrienden Ryder en Big Smoke met de Grove (slangterm voor de territoria en invloed van de Grove Street Families) weer terug op de kaart te zetten door hun aartsvijanden, de Afro-Amerikaanse bende Ballas en de Latijns-Amerikaanse bende Los Santos Vagos een aantal flinke klappen toe te brengen. Ook helpt CJ een oude vriend, OG Loc, die net uit de gevangenis is gekomen, met het opbouwen van een rapcarrière. Dit doet hij door onder andere het rijmboek van Madd Dogg, een van de bekendste rappers van Los Santos, te stelen uit zijn villa. CJ's zus Kendl onderhoudt ondertussen een relatie met de Mexicaan Cesar Vialpando die de leider is van de Varrio Los Aztecas, een andere kleinere Latijns-Amerikaanse gang. Sweet is tegen deze relatie, maar CJ keurt de relatie goed, op voorwaarde dat Cesar Kendl met respect behandelt. Alles lijkt goed te gaan tot Cesar CJ iets laat zien.
Cesar laat CJ weten dat Ryder en Big Smoke heimelijk zakendoen met o.a. de Vagos, de Ballas, de San Fierro Rifa uit San Fierro (een andere stad in San Andreas) en C.R.A.S.H.-agenten Tenpenny en Pulaski. Verder blijkt het dat Ryder en Big Smoke medeverantwoordelijk zijn voor de moord op Beverly Johnson, CJ's moeder.
Sweet raakt tijdens een aanval op de Ballas hevig gewond en wordt nadien gearresteerd. CJ wordt de stad uitgesmokkeld door Tenpenny en Pulaski om nog een klusje voor hen te doen. Cesar en Carls zus Kendl weten ook te ontkomen. Doordat CJ de stad uit is, Sweet in het ziekenhuis ligt en is gearresteerd en Smoke en Ryder de Families hebben verraadden gaat het snel achteruit met Grove Street Families. De Ballas nemen dankbaar al hun territoria over en de overblijvende leden van de Grove Street Families raken allemaal verslaafd aan de drugs of duiken onder. Big Smoke bouwt intussen aan een drugsimperium met Ryder als zijn assistent en de Ballas en de Vagos als onderdanen. Door de massale drugsverkoop kan Smoke zich een suite veroorloven. Om zijn geld wit te wassen biedt hij OG Loc, die inmiddels zeer populair is geworden met het rappen, een platencontract aan.

### Badlands
Nadat CJ zijn opdracht voor C.R.A.S.H. heeft volbracht, laat Tenpenny hem naar een hippie, genaamd The Truth komen. Tenpenny wil wiet van The Truth kopen om deze te verstoppen in een auto van een openbaar aanklager. Deze persoon heeft belastende informatie over Tenpenny en wil hem laten arresteren.
Cesar stelt Carl aan zijn nicht Catalina voor. Om aan geld te geraken beroven ze een bank, een wedkantoor, een pompstation en een slijterij. Catalina wordt hevig verliefd op Carl, en Carl, die bang is dat dit gestoorde mens hem vermoordt, moet het spelletje maar meespelen. Cesar vertelt CJ ook over illegale races die plaatsvinden in de buurt. Tijdens een race ontmoet hij Wu Zi Mu (bijnaam Woozie), de blinde leider van de San Fierro Triads. Woozie en CJ geraken bevriend en Woozie zegt dat CJ eens mag langskomen als hij eens in San Fierro komt.
Later volgt er nog een race, waar CJ Catalina ziet kussen met Claude, het hoofdpersonage uit GTA III. Catalina is verliefd geworden op hem. CJ moet racen tegen Claude met Catalina als inzet. CJ is echter duidelijk niet geïnteresseerd in wie Catalina krijgt en wil racen voor Claudes auto. CJ wint maar Catalina zegt dat hij een "oneerlijk voordeel" had (Claude was haar namelijk aan het bevredigen terwijl hij aan het racen was). Toch geven ze hem een prijs. In de plaats van een auto geven ze hem de eigendomspapieren van een garage in San Fierro. Vervolgens vertrekt ze samen met Claude naar Liberty City (waar 9 jaar later de gebeurtenissen zullen plaatsvinden met Claude en Catalina in de hoofdrollen). In de loop van het spel contacteert Catalina CJ nog enkele keren om hem te treiteren.
Voordat CJ naar San Fierro gaat, gaat hij langs bij The Truth om de wiet op te halen. De politie heeft intussen de wietplantage van The Truth ontdekt, dus moeten CJ en The Truth eerst al de overgebleven wiet vernietigen. Vervolgens gaat CJ samen met The Truth naar de gewonnen garage in Doherty, waar het blijkt dat de garage niet meer is dan een vuilnisbelt. CJ is aanvankelijk kwaad en vervloekt Claude, maar Kendl en Cesar kunnen hem uiteindelijk overtuigen om de garage te renoveren. The Truth heeft enkele vrienden in de stad wonen en stelt voor om hen in dienst te nemen. Deze vrienden zijn Zero, een technologie-expert en Dwaine en Jethro, twee automonteurs die nog in Vice City gewerkt hebben in de bootwerf die opgekocht is door Tommy.

### San Fierro
Niet veel later komt Cesar erachter dat Ryder dealtjes sluit met de drie mensen die de drugsproductie in San Fierro runnen, Jizzy B, een pooier, Mike Toreno, een zakenman/drugsdealer en T Bone Mendez, de spieren van de San Fierro Rifa. De San Fierro Rifa zijn diegene die de drugs leveren aan Big Smoke. Via Jizzy B komt CJ in deze organisatie binnen, en wint zo hun vertrouwen.
Ook helpt hij Woozie met de strijd tegen de Da Nang Boys, een Vietnamese gang die de rivalen zijn van de Triads. De Triads hebben geen zin in nog meer concurrentie dus roepen ze de hulp van CJ in. Wanneer er een containerschip arriveert in San Fierro vermoordt Carl de leider van de Da Nang Boys, Snakehead, en bevrijdt de gevangenen aan boord van het schip. Ook redt Carl daarvoor nog het leven van meneer Ran Fa Li, de leider van de Triads, door de Vietnamezen weg te lokken van de auto die meneer Fa Li eigenlijk terug zou brengen naar China. Omdat CJ Woozie zo helpt, helpt Woozie hem ook met de San Fierro Rifa op te doeken. Verder helpt hij ook nog Zero met de strijd tegen zijn aartsrivaal Berkley, van wie hij eens heeft gewonnen met een wedstrijd en nu wraak op Zero wil nemen.
Woozie ontdekt dat er een deal gaat plaatsvinden tussen de San Fierro Rifa en CJ's overgelopen vrienden uit Los Santos en CJ besluit dat dat het moment is om actie te ondernemen. Voordat de deal plaatsvindt vermoordt hij Jizzy en komt erachter dat de deal gesloten zal worden op Pier 69. Samen met de hulp van de Triads vermoorden CJ en Cesar de aanwezigen bij de deal, waaronder Ryder en T Bone. Toreno, die in een helikopter arriveert ziet de lijken en vliegt weg. Zijn helikopter kunnen ze echter opblazen in de volgende missie, wanneer Toreno ermee wou wegvliegen. CJ gaat ervan uit dat Toreno is omgekomen. Als klap op de vuurpijl blaast CJ ook nog eens de drugsfabriek van de San Fierro Rifa op, waardoor hij ze voorgoed verslaat.

### Las Venturas
Dan wordt CJ gebeld door iemand die later Mike Toreno blijkt te zijn. Aangezien CJ dacht dat hij Toreno had vermoord is hij uiteraard verrast hem te zien en vreest even voor zijn leven. Toreno vertelt echter dat hij een undercoveragent is en zeker geen drugsdealer. Carl riskeert een aantal keren zijn leven voor hem, omdat Toreno heeft beloofd dat als Carl wat opdrachtjes voor Toreno uitvoerde, hij ervoor zou zorgen dat Sweet vrijkomt. Hij moet onder andere ook leren vliegen om enkele missies te kunnen voltooien. Ondertussen heeft Woozie een casino gekocht in Las Venturas, The Four Dragons Casino, en zodra CJ arriveert, krijgen ze enkele keren te maken met vandalisme.
Eén man wordt gepakt, en vastgebonden aan een auto. Vervolgens rijdt CJ rondjes door de stad om informatie uit de doodsbange Italiaanse-Amerikaan los te krijgen. Hij blijkt voor de criminele 'Sindacco-familie' te werken, een van de drie maffiafamilies die een deel heeft in het 'Caligula's Palace Casino' aan The Strip. De andere families die dat casino ook runnen, zijn de Forelli Familie en de Leone Familie en ze sturen achter elkaars rug om telkens huurmoordenaars op elkaar af. Omdat CJ Woozie helpt geeft Woozie hem aandelen van het casino.
Dan plannen Woozie, CJ, Zero en nog een paar mensen een overval op het Caligula's Casino. CJ raakt bevriend met 2 Britten, Kent Paul, een platenbaas, en Maccer, een bandlid met de merkwaardige gewoonte om zichzelf overal op elk moment te bevredigen. Via hen leer je Ken Rosenberg kennen, dezelfde Rosenberg als die uit GTA: Vice City. Rosenberg blijkt de manager van Caligula's Casino te zijn en doet dient als stroman van de echte eigenaars, de drie maffiafamilies. Ken is de bemiddelaar tussen de families. Hij is echter doodsbang van de maffia omdat elke familie tegen hem zegt dat hij geld moet verdienen voor hen en niet voor de andere twee families. Hij wordt constant bedreigt door hen. CJ besluit om Kens vertrouwen te winnen zodat hij meer te weten kan komen over Caligula's Casino wanneer hij het met Woozie wil overvallen. Ken wil een bezoekje brengen aan Johnny die net uit het ziekenhuis is gekomen. Hij is de man die vastgebonden zat aan de auto van CJ en nu revalideert in een vleesfabriek. Ken vraagt CJ om mee te komen omdat hij niet alleen durft gaan. CJ vreest uiteraard dat Johnny hem zal herkennen maar gaat uiteindelijk toch mee. Wanneer ze Johnny ontmoeten herkent hij CJ zoals verwacht en krijgt een hartaanval en sterft. CJ en Ken moeten ontsnappen uit de vleesfabriek en zorgen ervoor dat er geen getuigen meer overblijven. Ken is nu uiteraard nog banger en vreest dat anderen erachter zullen komen dat hij daar ook was. CJ belooft hem dat hij een manier zal vinden om Ken te laten ontsnappen aan de maffia.
Dan komt Don Salvatore Leone, van de Leone Family hoogstpersoonlijke een kijkje nemen. Om ook zijn vertrouwen te winnen doet CJ wat aanslagen op de Forelli's in opdracht van Salavatore. Omdat Johnny Sindacco dood is trekken de Sindacco's zich grotendeels terug, waardoor de Leone Family de meeste macht heeft. Salvatore houdt Ken, Kent en Maccer zowat gegijzeld op zijn kantoor. Salvatore vraagt aan CJ of hij naar Liberty City wil vliegen om daar een aanslag te doen op de Forellis in het Saint Mark's Bistro. CJ stemt in, maar vraagt of hij Ken, Kent en Maccer kan meekrijgen als versterking. Salvatore gaat akkoord. CJ vertelt aan Ken, Kent en Maccer dat ze Las Venturas zo snel mogelijk moeten verlaten. Als CJ terugkeert uit Liberty City vertelt hij aan Salvatore dat het drietal is omgekomen in het gevecht. Salvatore vindt dit niet erg en feliciteert CJ, maar vertelt hem wel dat ze tijdelijk afstand van elkaar moeten houden, zodat anderen geen connecties tussen de twee leggen. Nu dat Salvatore denkt dat Ken Rosenberg, Kent Paul en Maccer dood zijn, zal de maffia hen niet opsporen en zijn ze vrij.
Vervolgens begint CJ met het plannen van de overval op Caligula's Casino met Woozie. De overval verloopt volgens plan, maar Salvatore is erachter gekomen dat CJ erachter zat en belt hem op en vertelt hem dat hij hem zal vermoorden. Carl is echter niet onder de indruk.
CJ moet van C.R.A.S.H. een dossier stelen van een FBI-agent. Zo gezegd, zo gedaan, maar agent Hernandez heeft Tenpenny en Pulaski aangegeven voor moord en drugshandel. Tenpenny komt hierachter en slaat hem neer. Dan smeert hij 'm. Pulaski houdt CJ onder schot en CJ moet een graf graven voor Hernandez én zichzelf. Maar Hernandez komt weer bij bewustzijn en bespringt Pulaski. Pulaski schiet Hernandez dood en vlucht vervolgens. Carl achtervolgt agent Pulaski en vermoordt hem. Terug in Las Venturas redt CJ het leven van een dronkenlap die zelfmoord wou plegen, en die dronkenlap bleek de rapper Madd Dogg te zijn, wiens rijmboek je in het begin van het spel moest stelen, en wiens manager vermoord is door CJ. CJ voelt zich schuldig en redt zijn leven. CJ helpt Madd Dogg met de heropbouw van zijn rapcarrière en helpt hem om zijn om zijn villa in Los Santos samen met de Triads terug te winnen van de Vagos. Dit hadden ze namelijk van Madd Dogg afgenomen. CJ stelt voor om Rosenberg Kent Paul en Maccer ook naar Los Santos te laten komen en te werken voor Madd Dogg. CJ confronteert ook nog een keer OG Loc en neemt het rijmboek terug. Dit betekent het einde voor de rapcarrière van OG Loc.

### Terugkeer naar Los Santos
Toreno komt nog een keer langs bij de villa voor nog een laatste opdracht voor CJ. Na deze opdracht vertelt hij dat hij Sweet heeft vrijgelaten. Samen gaan Sweet en CJ terug naar Grove Street om het terug te winnen.
Daarna veroveren ze ook nog buurten als Idlewood, Glen Park, Willowfield, Temple, Playa da Sevilla,Verona Beach en Santa Maria Beach. De Grove is weer terug. Dan worden de lichamen van Hernandez en Pulaski gevonden, en komen de criminele praktijken van Tenpenny aan het licht. Hij wordt gearresteerd, maar weer vrijgelaten wegens te weinig bewijs! Iedereen is heel erg boos hierover en er breken rellen uit in Los Santos. Maar de bende van Cesar Vialpando, de Varrios Los Aztecas, zien dit als een goede kans om 'Little Mexico' terug te nemen van de Vagos. CJ en de Grove helpt mee, en na nog wat buurten van de Vagos en de Ballas te hebben veroverd, komt Sweet erachter waar Big Smoke zich verstopt heeft. CJ gaat erheen en vindt Big Smoke daar inderdaad. Hij bevindt zich in zijn suite, gelegen op de bovenste verdieping van zijn drugsfabriek.

### Ontknoping
Na een groot vuurgevecht begeeft Big Smoke het en sterft. Big Smokes laatste woorden waren:When i'm dead,everyone's gonna remember my name....Big Smoke! Maar veel tijd om te rouwen is er niet voor CJ, want Tenpenny komt eraan en houdt hem onder schot. CJ vult Tenpenny's koffer met het geld uit Big Smokes kluis en net als Tenpenny CJ wil neerschieten, leidt hij hem af en springt weg. Tenpenny rent weg, en schiet een machine kapot waarin drugs worden gemaakt, om CJ alsnog om het leven te brengen. Het hele gebouw vliegt in brand. CJ achtervolgt Tenpenny het gebouw uit, en daar staat een brandweerwagen klaar voor Tenpenny om naar het vliegveld te rijden. Sweet springt ook op de brandweerwagen en CJ pakt een auto met een open dak om hem op te vangen (Sweet hangt namelijk aan de ladder van de brandweerwagen). Op een gegeven moment stampt een agent op Sweets vingers waardoor hij loslaat en Carl vangt hem op. Sweet gaat vervolgens rijden, en Carl doet het schietwerk, want ze worden achtervolgd door relschoppers en politie. Op een gegeven moment, op een brug boven Grove Street raakt Tenpenny de controle kwijt over zijn auto en rijdt van de brug af, hij komt in Grove Street terecht met de wagen gekanteld. Tenpenny klimt eruit, zwaargewond. Wanneer Carl, Sweet, Cesar, Kendl en The Truth arriveren is hij al overleden aan zijn verwondingen. Vervolgens gaan ze naar het ouderlijk huis van CJ. Niet veel later komen ook Madd Dogg, Maccer, Kent Paul en Ken Rosenberg binnen en vertellen dat Madd Doggs eerste gouden plaat een feit is. Dan bespreken ze wat ze nu gaan doen. Dit is het einde van de verhaallijn, de speler kan wel doorgaan in de virtuele wereld voor 'side missions'.

### The Introduction
Op 22 november 2004 verscheen de dvd met de film The Introduction. Deze 21 minuten durende film speelt zich af voor dat de storyline van GTA: San Andreas begint. Het verhaal van de film vult onder andere de gaten in de storyline op, zo wordt bijvoorbeeld duidelijk waarom CJ's moeder werd vermoord. De film speelt zich op verschillende plekken in San Andreas af en tevens stukjes in Liberty City.
Gebeurtenissen in 'The Introduction'
1. C.R.A.S.H.-agenten Tenpenny en Pulaski hebben net Big Smoke overgehaald om met de Ballas samen te werken.
2. Een aanslag op Grove Street-leider Sweet wordt beraamd door enkele Ballas gang members.
3. Big Smoke haalt Ryder over om met hem samen te werken met de Ballas.
4. In San Fierro zijn twee leden van 'Het Loco Syndicate' in gesprek. Het zijn Toreno en T-Bone. Ze bespreken dat ze een nieuwe klant hebben uit Los Santos waarvan ze veel geld kunnen verwachten. Terwijl T-Bone iemand in elkaar aan het slaan is krijgt Toreno telefoon. Uit het telefoongesprek blijkt dat Toreno een undercoveragent is. De persoon met wie hij belt is niet akkoord met de werkwijze van Toreno, maar Toreno kan de persoon overhalen om hem gewoon verder te laten doen.
5. Big Smoke probeert subtiel Sweet te overtuigen om, net als de Ballas, de gang drugs te laten dealen, maar Sweet wil hier niets van weten.
6. CJ, die op dat moment in Liberty City woont steelt een auto voor Joey Leone (uit GTA III).
7. Johnny Sindacco vraagt aan Salvatore Leone $5.000.000 om te investeren in een casino in Las Venturas waar hij dan een aandeel van zou krijgen, samen met de Sindacco's en de Forelli's. Salvatore heeft er eerst zijn twijfels bij, maar gaat uiteindelijk akkoord, op voorwaarde dat een neutraal iemand het casino leidt.
8. Ken Rosenberg komt net buiten uit een afkickcentrum. Nu hij van zijn drugsverslaving af is, hoopt hij snel terug te keren naar Vice City om zijn samenwerking met Tommy Vercetti (uit GTA: Vice City) voort te zetten.
9. Kent Paul is manager geworden van een band genaamd 'The Gurning Chimps'. Het had hem veel geld en moeite gekost, maar hij is er toch heel enthousiast over. Na kennisgemaakt te hebben met Maccer, de leider van de band begint hij toch te twijfelen of het wel een goed idee was om manager te worden, vanwege Maccers gedrag. De band staat op het punt om naar Amerika, meer bepaald San Andreas te gaan.
10. Ken Rosenberg probeert Vercetti te bereiken per telefoon, maar deze weigert hem te woord te staan. Ken besluit dan maar een nieuwe job te zoeken. Hij komt terecht bij Salvatore Leone die nog steeds iemand zoekt om het maffiacasino te leiden. In het casino waarschuwt Salvatore hem dat hij ervoor moet zorgen dat hij zijn geld dat hij geïnvesteerd heeft in het casino zo snel mogelijk moet terugkrijgen en dat hij enkel en alleen naar hem moet luisteren en niet naar Johnny Sindacco. Ken is hierdoor natuurlijk al niet meer op zijn gemak.
11. Tenpenny en Pulaski krijgen een nieuwe collega toegewezen: Jimmy Hernandez. Tenpenny en Pulaski willen hem betrekken in hun corrupte praktijken en vertellen hem dat hij soms dingen zal moeten doen waar hij niet trots op zal zijn. Hernandez stemt hiermee in, maar weet natuurlijk nog niet wat Tenpenny hier echt mee bedoelt.
12. Ralph Pendelbury, een collega van Tenpenny en Pulaski dreigde ermee om hun corruptie aan het licht te brengen. Pulaski heeft hem echter kunnen overmeesteren. Op het moment dat hij hem de genadeslag wil geven komen Tenpenny en Hernandez aan. Tenpenny wil dat Hernandez hem vermoordt zodat hij zich kan bewijzen. Hernandez wil het echter absoluut niet doen. Tenpenny kan hem echter toch overtuigen door te zeggen dat als Hernandez Pendelbury niet vermoordt, hij Hernandez zal vermoorden. Hernandez heeft dus geen keus en schiet Pendelbury dood.
13. Doorheen de film zijn korte scènes te zien van een groene auto, 'The Green Sabre'. Deze auto met daarin Ballas gangleden is onderweg naar het huis van Sweet om hem te vermoorden door een 'drive-by' te doen. In de laatste scène van de film komt de auto eindelijk aan en doen de Ballas een drive-by op het huis van de Johnsons. Maar ze missen Sweet en raken in de plaats Beverly Johnson, de moeder van CJ en Sweet. Sweet en Kendl, de zus van CJ zien alles gebeuren en ontdekken dat hun moeder gestorven is. Sweet belt vervolgens naar CJ om hem op de hoogte te brengen. Dit horen we ook in een flashback in het begin van het spel.

## Rolverdeling
- Young Maylay - Carl "CJ" Johnson (stem)
- Clifton Powell - Melvin "Big Smoke" Harris (stem)
- MC Eiht - Lance "Ryder" Wilson (stem)
- Faizon Love - Sean "Sweet" Johnson (stem)
- Yo-Yo - Kendl Johnson (stem)
- Clifton Collins jr. - Cesar Vialpando (stem)
- Samuel L. Jackson - Frank Tenpenny (stem)
- Chris Penn - Eddie Pulaski (stem)
- Armando Riesco - Jimmy Hernandez (stem)
- Peter Fonda - The Truth (stem)
- James Woods - Mike Toreno (stem)
- David Cross - Zero (stem)

- James Yaegashi - Wu Zi Mu (stem)
- Shaun Ryder - Maccer (stem)
- Danny Dyer - Kent Paul (stem)
- William Fichtner - Ken Rosenberg (stem)
- Cynthia Farrell - Catalina Vialpando (stem)
- Frank Vincent - Salvatore Leone (stem)
- Debi Mazar - Maria Latore (stem)
- Casey Siemaszko - Johnny Sindacco (stem)
- Jas Anderson - Jeffrey "OG Loc" Cross (stem)
- Ice-T - Madd Dogg (stem)
- Kid Frost - T–Bone Mendez (stem)
- Charlie Murphy - Jizzy B. (stem)

## Nieuwe mogelijkheden
Het spel bevat een aantal nieuwe mogelijkheden zoals fietsen op een BMX, een Mountainbike en een gewone fiets. Ook zijn er daarnaast een heleboel nieuwe voertuigen toegevoegd. Ook is nieuw dat CJ moet eten om in leven te blijven in het spel. Bovendien, als Carl te veel voedsel eet en nooit beweegt, wordt hij dik. Missies worden moeilijker door een slechte fysieke toestand en mensen zullen CJ zelfs dikzak noemen. Als de speler naar een sportcentrum gaat, kan hij CJ trainen om kracht en de gezondheid verbeteren of wat pondjes van het lichaam te halen. Rockstar Games heeft nu ook toegevoegd dat de speler zodra hij in het water valt kan zwemmen. In de vorige versies verdronk de speler en ging je gezondheid direct naar nul. Wat er ook nieuw is, is dat je kan parachutespringen van bijvoorbeeld een wolkenkrabber. Ook bevat GTA: San Andreas een aantal minigames zoals: basketbal, pool en verschillende speelkasten waar klassieke arcadespellen op gespeeld kunnen worden. Daarnaast is het mogelijk om te daten met een aantal vriendinnen en kan CJ leren dansen in nachtclubs. Er is een Las Vegas-achtige Strip, er zijn plattelandsdorpjes waar een hele eigen cultuur is en er is een hippiewijk midden in San Fierro, genaamd Hashbury.

## Hot Coffee
De Nederlandse gamefanaat Patrick Wildenborg maakte een aanpassing (ook wel mod of modificatie genoemd) voor de pc-versie van het spel; genaamd: Hot Coffee (Hete Koffie), waarbij verborgen seksscènes gespeeld kunnen worden. Rockstar Games ontkende eerst dat deze seksscènes zich standaard in het spel bevonden, maar gaf dat later wel toe. Na onderzoek bleken de scènes ook op de PS2- en Xbox-versie te staan. De scènes waren geblokkeerd waardoor het niet mogelijk was om ze te spelen. Door deze mod te gebruiken werd deze blokkering opgeheven. De naam "Hot Coffee" refereert aan de manier waarop de seksscènes gespeeld kunnen worden. Nadat CJ zijn vriendin (tevreden) thuisbracht na het uitgaan vroeg deze in de deuropening of hij zin had in 'een kopje koffie', wat met ja of nee beantwoord werd en waarmee vervolgens de minigame geopend kon worden.
Door deze actie werd in Amerika de ESRB-beoordeling verhoogd van Mature naar Adults Only. Rockstar bracht de "No More Hot Coffee Patch" uit waarmee de scènes uit het spel worden verwijderd en tevens een aantal kleine foutjes worden verholpen. Later verscheen er een Second Edition van GTA: San Andreas waar de minigame is verwijderd en waarbij de Mature beoordeling weer van toepassing is. In februari 2006 spanden de aandeelhouders van de softwareontwikkelaar een rechtszaak aan omdat het bedrijf door deze scènes miljoenen dollars omzet is misgelopen.

## Multiplayermodificatie
De pc-versie van GTA: San Andreas bevat zelf geen multiplayerfunctie, maar dankzij verschillende modificaties is het mogelijk om online tegen of met elkaar te spelen. Voorbeelden hiervan zijn San Andreas Multiplayer en Multi Theft Auto. Deze modificaties (mods) maken het mogelijk met honderden mensen tegelijk online te spelen.

## Trivia
- Het spel is opgenomen in het boek 1001 Video Games You Must Play Before You Die van Tony Mott.